# Григорий XIV
Григорий XIV (на латински: Gregorius PP. Quartus Decimus), е римски папа от 5 декември 1590 до 16 октомври 1591. Светското му име е Николо Сфондрати.

## Биография
Николо Сфондрати изучава богословие в университетите в Перуджа и Падуа. В 1560 г. е ръкоположен за епископ на Кремона, а през 1583 г. папа Григорий XIII му дава кардиналски сан. Николо е бил човек благочестив, аскетичен и абсолютно нечестолюбив. Когато кардинал Монталто се появява в монашеската му килия, за да му съобщи, че е избран за папа, той пада на колене пред разпятието и възкликва: „Да ви прости Господ, каква сте я свършили!“.
Сфондрати приема името Григорий XIV. Той продължава политиката на непосредствените си предшественици за вътрешни реформи в Католическата църква като противодействие на Реформацията. Защитава интересите на Испания, под чието влияние е избран за папа. Поддържа френската Католическа Лига против хугенота Анри Наварски / бъдещия френски крал Анри IV /. За тази цел изпраща в Париж военен отряд под командването на племенника си Ерколе Сфондрати и субсидира Лигата с 15 000 златни скуди. Биографите отбелязват една любопитна особеност от психиката на Григорий: той често и без видима причина започвал да се смее и не можел да се спре. Такъв пристъп на смях той получил даже и по време на коронацията с папската тиара.
Смъртта на Григорий XIV е причинена от огромен, около 70 грама, жлъчен камък.